# Международный джазовый фестиваль во Владивостоке
Междунаро́дный джа́зовый фестива́ль во Владивосто́ке — ежегодный российский музыкальный фестиваль джазовой направленности, который проходит во Владивостоке каждый ноябрь, начиная с 2004 года. Основателем фестиваля является Приморская краевая филармония.  
Поводом к созданию фестиваля послужило сотрудничество филармонии с американским джазовым коллективом «Neighborliness Jazz Quartet», посетившим Владивосток в рамках российско-американского межправительственного культурного обмена «Послы джаза» при поддержке Генерального консульства США во Владивостоке летом 2004 года. Кроме того, Генеральное консульство Японии оказало значительную помощь фестивалю, организовав участие японских музыкантов на первом фестивале. 
Основная цель фестиваля — развитие музыкальной культуры в регионе, работа с молодыми исполнителями, проведение концертов, мастер-классов, пресс-конференций и творческих встреч. В фестивале принимали участие такие музыканты, как Билли Кобэм, Игорь Бутман, Грег Хоу и другие. Помимо Владивостока концерты проходили в других городах и посёлках Приморского края, таких как Уссурийск, Находка и Порт-Восточный.

## Галерея

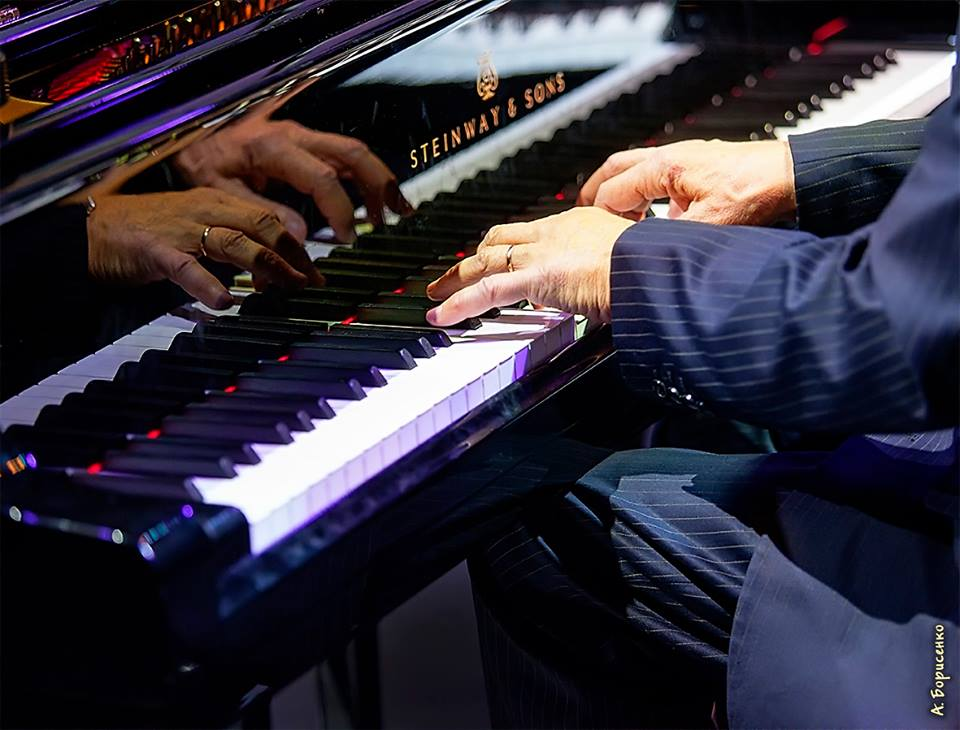
10-й Международный джазовый фестиваль во Владивостоке, фото Александра Борисенко
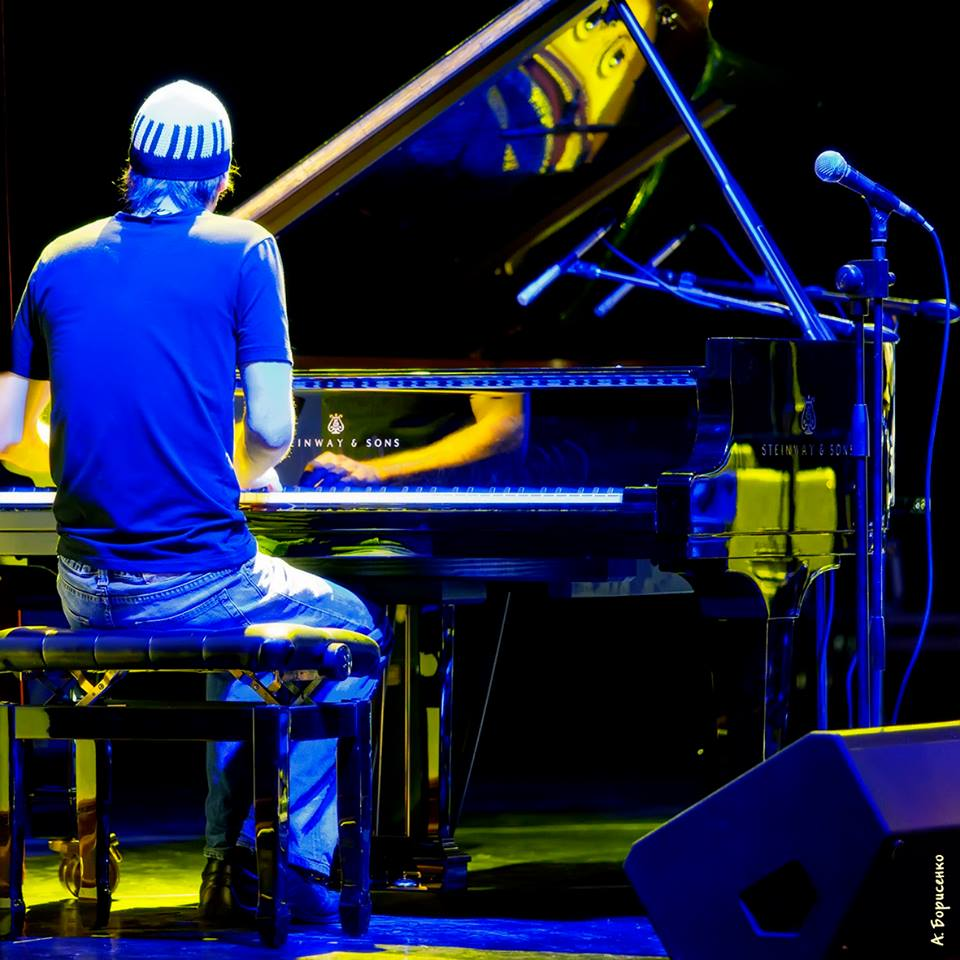
Участник 10-го международного джазового фестиваля во Владивостоке, фото Александра Борисенко